# Stützpunktschule
Eine Stützpunktschule ist eine Schule, die sich (neben dem regulären Unterricht), in einem Themenbereich besonders profiliert hat und entsprechende Inhalte für andere Schulen als Multiplikator fördert. So können andere Schulen auf Materialien zugreifen oder durch einen Austausch die eigene Entwicklung vorantreiben. Stützpunktschulen gibt es im Bereich Sport, Fachunterricht (z. B. Biotechnik), Qualitätsentwicklung usw. Im Regelfall werden Stützpunktschulen durch die Schulaufsicht begleitet und unterstützt. Ebenfalls werden Schulen, die von Schülern beruflich reisender Eltern besucht werden, als Stützpunktschulen bezeichnet.

## Stützpunktschulen für Sport

### Voraussetzungen
- An der Schule sollte neben dem normalen Breitensport auch ein Zusatztrainingsangebot für Leistungssportler aus den Sportvereinen,  die Schüler der betreffenden Schule sind, gegeben sein.
- Durch dieses zusätzliche Training von Mitgliedern der Sportvereine sind Erfolge bei sportlichen Wettkämpfen sowohl für die Schule als auch den Verein eher möglich. Mit Genehmigung von Schule und Eltern können die Schüler nämlich sowohl an Schul- als auch an  Vereinswettkämpfen teilnehmen, wodurch sich wiederum neue Talente herauskristallisieren können.
- Die Schule muss diese sportlichen Erfolge aufweisen.
- Auch für Schüler, die nicht einem Sportverein angehören, sollte es möglich sein, die Sportart des Stützpunktes an der Schule auszuüben.
- Es gibt Zuschüsse für die Schule für die Anschaffung von Sportgeräten.
- Zusätzliche Sportstunden für die Schule (2 Stunden) werden für die Stützpunkt-Sportart genehmigt.
- Trainer kann auch der Übungsleiter eines Sportvereins sein.

### Schultypen
Als Typen existieren Schulen für Fußball, Volleyball, Leichtathletik und Segeln.